# Pump and Dump

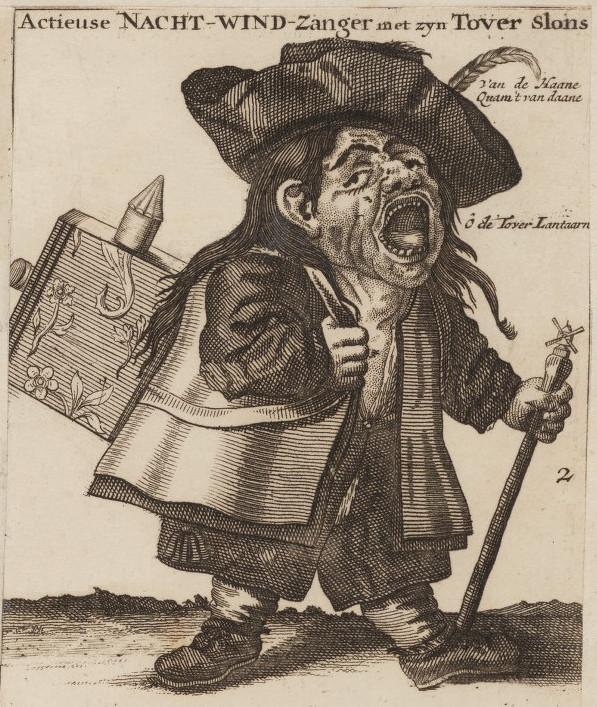
Ein Aktien-Nachtsänger verkauft Aktien auf der Straße während der Südseeblase in Amsterdam im Jahre 1720

Der Begriff Pump and Dump (abgekürzt P&D, engl. „aufpumpen und wegwerfen“), auch Scalping, bezeichnet eine Strategie der Marktmanipulation mit gering kapitalisierten Titeln (Penny Stocks). Der Preis eines Aktienbestandes wird durch falsche und irreführende positive Aussagen oder verabredeten Kauf in großen Mengen künstlich erhöht („aufgepumpt“; engl. pump), beispielsweise mit der Ankündigung einer angeblich bevorstehenden Restrukturierung durch Einstieg eines Großinvestors, um den vorher günstig gekauften Bestand zu einem höheren Preis an gutgläubige Anleger zu verkaufen. Sobald die Betreiber des Systems ihre überbewerteten Aktien verkaufen (engl. dump ‚wegwerfen‘), weil die Restrukturierung angeblich gescheitert ist, sinkt der Preis und die gutgläubigen Investoren verlieren ihr Geld.
Während Betrüger in der Vergangenheit auf kalte Telefonakquise angewiesen waren, bietet das Internet eine billigere und einfachere Art, eine große Anzahl potenzieller Investoren zu erreichen. Einer Studie aus dem Jahr 2018 zufolge werden die meisten Pump-and-Dump-Aktivitäten über den Messenger Telegram koordiniert, über zwei Drittel (67 %) der Manipulationen fanden dabei auf der Krypto-Börse Cryptopia statt.
Einer der bekanntesten Betrugsfälle nach dieser Methode war der Fall der Firma Stratton Oakmont, welcher Vorbild für den mehrfach ausgezeichneten Spielfilm The Wolf of Wall Street wurde.

## Rechtslage
Bis 2003 vertraten die juristische Literatur und die Gerichte in Deutschland überwiegend die Rechtsauffassung, dass es sich beim Pump and Dump bzw. Scalping um ein strafbares Insidergeschäft handle, das mit Freiheitsstrafe bis zu fünf Jahren oder Geldstrafe bestraft werden könne. Im November 2003 stellte der Bundesgerichtshof in höchstrichterlicher Instanz jedoch fest, dass es sich dabei um eine verbotene Marktmanipulation nach § 20a Wertpapierhandelsgesetz (WpHG) handelt. Aufgehoben wurden somit die vom Landgericht Stuttgart in der Vorinstanz verhängten Freiheitsstrafen auf Bewährung gegen zwei Anlageberater, die in einen klassischen Fall von Scalping verwickelt waren.
Seit 2016 finden sich die relevanten Vorschriften in der Marktmissbrauchsverordnung. Je nachdem, ob die Manipulationshandlung des Scalping lediglich dazu geeignet ist, auf den Börsen- oder Marktpreis einzuwirken oder ob es tatsächlich zu einer Einwirkung kommt, erfolgt eine Sanktion als Ordnungswidrigkeit (§ 120 Abs. 15 Nr. 2 WpHG), die mit einer Geldbuße bis zu 15 Millionen Euro oder 15 % des Vorjahresumsatzes belegt werden kann, oder als Straftat (§ 119 Abs. 1 WpHG), für die Geldstrafe oder Freiheitsstrafe bis zu fünf Jahren droht.
Die Ahndung der Ordnungswidrigkeiten bzw. Straftaten des WpHG durch die BaFin wird erheblich dadurch erschwert, dass den Tätern ein Vorsatz zur Kursmanipulation meist nicht nachgewiesen werden kann und das „Schönreden“ bestimmter Wertpapiere an sich durch die grundgesetzlich garantierte Presse- und Meinungsfreiheit gedeckt ist. In den USA dagegen existieren deutlich schärfere Gesetze gegen das Scalping, hier können mehrjährige Freiheitsstrafen für überführte Täter verhängt werden. Die US-amerikanische Aufsichtsbehörde Securities and Exchange Commission (SEC) ist zu drastischeren Ermittlungsmethoden berechtigt als die deutsche BaFin. In den USA gilt der Grundsatz „Disclose or Abstain“ (Offenlegen oder sich heraushalten). Dies wurde vom BGH zitiert und gilt auch in Deutschland (BGH, Urteil vom 6. November 2003, Aktenzeichen 1 StR 24/ 03).
Der Empfehlende hat in seinem Börsenbrief/Aktienempfehlung die Interessenkollision offenzulegen oder sich herauszuhalten, damit ihm nicht Scalping vorgeworfen werden kann. Das Verbot des § 20a WpHG wurde durch die aufgrund von § 20a Abs. 5 WpHG erlassene Marktmanipulations-Konkretisierungsverordnung - MaKonV näher konkretisiert. Dort hieß es:
§ 4 Sonstige Täuschungshandlungen
(1) Sonstige Täuschungshandlungen im Sinne des § 20a Abs. 1 Satz 1 Nr. 3 des Wertpapierhandelsgesetzes sind Handlungen oder Unterlassungen, die geeignet sind, einen verständigen Anleger über die wahren wirtschaftlichen Verhältnisse, insbesondere Angebot und Nachfrage in Bezug auf ein Finanzinstrument, an einer Börse oder einem Markt in die Irre zu führen und den inländischen Börsen- oder Marktpreis eines Finanzinstruments oder den Preis eines Finanzinstruments an einem organisierten Markt in einem anderen Mitgliedstaat der Europäischen Union oder einem anderen Vertragsstaat des Abkommens über den Europäischen Wirtschaftsraum hoch- oder herunterzutreiben oder beizubehalten.
(2) Anzeichen für sonstige Täuschungshandlungen sind auch Geschäfte oder einzelne Kauf- oder Verkaufsaufträge, bei denen die Vertragspartner oder Auftraggeber oder mit diesen in enger Beziehung stehende Personen vorab oder im Nachhinein
1. unrichtige oder irreführende Informationen weitergeben oder
2. unrichtige, fehlerhafte, verzerrende oder von wirtschaftlichen Interessen beeinflusste Finanzanalysen oder Anlageempfehlungen erstellen oder weitergeben.
(3) Sonstige Täuschungshandlungen sind insbesondere auch
1. die Sicherung einer marktbeherrschenden Stellung über das Angebot von oder die Nachfrage nach Finanzinstrumenten durch eine Person oder mehrere in Absprache handelnde Personen mit der Folge, dass unmittelbar oder mittelbar Ankaufs- oder Verkaufspreise dieser Finanzinstrumente bestimmt oder nicht marktgerechte Handelsbedingungen geschaffen werden;
2. die Nutzung eines gelegentlichen oder regelmäßigen Zugangs zu traditionellen oder elektronischen Medien durch Kundgabe einer Stellungnahme oder eines Gerüchtes zu einem Finanzinstrument oder dessen Emittenten, nachdem Positionen über dieses Finanzinstrument eingegangen worden sind, ohne dass dieser Interessenkonflikt zugleich mit der Kundgabe in angemessener und wirksamer Weise offenbart wird.
Ungeklärt ist, ob das Gesetz betreffend der Offenlegung eines Interessenkonflikts zu unbestimmt ist. Der Gesetzgeber verlangt hier eine „angemessene“ Weise der Offenbarung des Interessenkonflikts, ignoriert hierbei aber den Bestimmtheitsgrundsatz und die unter Strafjuristen geläufige Karikatur: „Wer sich unangemessen verhält, wird angemessen bestraft.“
Das OLG München deutete das Gesetz wie folgt: „Die Strafbarkeit einer solchen Marktmanipulation entfällt nur dann, wenn der bestehende Interessenkonflikt konkret und eindeutig offengelegt wird.“ Hier wird aus „angemessen und wirksam“ „konkret und eindeutig“.

## Beispiel
Ein prominentes Beispiel ist Markus Frick. Er verschwieg bei seinen Aktien-Kaufempfehlungen seinen Interessenkonflikt und verkaufte für über 760 Millionen Euro Aktien. Deshalb wurde er zu einer Bewährungsstrafe von 1 Jahr und 9 Monaten verurteilt.

## Short and distort
Eine andere Variante des Pump-and-Dump-Betrugs, der „Short and Distort“, funktioniert auf umgekehrte Weise. Anstatt die Aktie zuerst zu kaufen und dann den Kurs künstlich in die Höhe zu treiben, bevor der Betrüger sie verkauft, leerverkauft er die Aktie und senkt dann den Kurs künstlich, wobei er dieselben Techniken wie beim Pump-and-Dump-Betrug anwendet, aber fingierte Kritik oder negative Vorhersagen bezüglich der Aktie streut. Der Betrüger deckt dann seine Leerverkaufsposition, wenn er die Aktie zu einem niedrigeren Preis zurückkauft.